# Plorengan
Plorengan is een bestuurslaag in het regentschap Banjarnegara van de provincie Midden-Java, Indonesië. Plorengan telt 2872 inwoners (volkstelling 2010).